# Saison 1 de Miss Fisher enquête
Chronologie
Saison 2
Cet article présente le guide des épisodes de la première saison de la série télévisée australienne Miss Fisher enquête (Miss Fisher's Murder Mysteries).

## Distribution
- Essie Davis (VF : Marie Chevalot) : Phryne Fisher
- Nathan Page (VF : Loïc Houdré) : Détective John "Jack" Robinson
- Hugo Johnstone-Burt (en) (VF : Taric Mehani) : Brigadier Hugh Collins
- Ashleigh Cummings (VF : Bénédicte Bosc) : Dorothy "Dot" Williams
- Richard Bligh : Mr Butler
- Travis MacMahon (VF : Emmanuel Karsen) : Albert « Bert » Johnson
- Anthony Sharpe (en) : Cecil « Cec » Yates
- Ruby Rees Wemyss (VF : Marie Nonnenmacher) : Jane
- Miriam Margolyes (VF : Cathy Cerda) : Tante Prudence
- Nicholas Bell (en): Murdoch Foyle
- Tammy Macintosh : Docteur Mac

## Épisodes

### Épisode 1:Cocaïne blues
- Australie : 24 février 2012 sur ABC1
- France : 2 juin 2013 sur France 3

- Australie : 1,099 million de téléspectateurs[1](première diffusion)
- France : 3,28 millions de téléspectateurs[2](première diffusion)

- Miranda Otto (Lydia Andrews)
- Kristof Piechocki (Sasha De Lisse)
- Maria Mercedes (Madame Breda)
- Marc Lawrence (Cokey Billings)
- Brendan Parry Kaufmann (John Andrews)
- Matthew Crosby (George)

### Épisode 2:Le Crime du Ballarat Express
- Australie : 2 mars 2012 sur ABC1
- France : 2 juin 2013 sur France 3

- Australie : 868 000 téléspectateurs[3](première diffusion)
- France : 2,84 millions de téléspectateurs[4](première diffusion)

- Jacek Koman (Mr. Merton)
- David Berry (Alistair Herbert)
- Mike McLeish (Alexander Cotton)
- Abbe Holmes (Agnès Henderson)
- Maeve Dermody (Eunice Henderson)
- Victoria Eagger (Miss Gay)
- Dale March (Lindsay Thompson)
- Brett Cousins (Sergent Brent)
- Lara Robinson (Ruth)
- Julian Mineo (Eddy Cotton)

### Épisode 3:La Musique du diable
- Australie : 9 mars 2012 sur ABC1
- France : 2 juin 2013 sur France 3

- Australie : 934 000 téléspectateurs[5](première diffusion)
- France : 1,90 million de téléspectateurs[4](première diffusion)

- Wendy Hughes (Adele Freeman)
- Rohan Nichol (Victor "Vic" Freeman)
- Toby Schmitz (Charles "Charlie" Freeman)
- Deni Hines (Nerine Rogers)
- Arthur Angel (Ben Rodgers)
- Adrian Auld (Robert "Bobby" Sullivan)
- Lauren Clair (Pansy Shore)
- Stephen Whittaker (Leonard Stevens)
- John Arnold (Docteur Johnson)

### Épisode 4:Du sang sur les docks
- Australie : 16 mars 2012 sur ABC1
- France : 9 juin 2013 sur France 3

- Australie : 951 000 téléspectateurs[6](première diffusion)
- France : 2,67 millions de téléspectateurs[7](première diffusion)

- Robert Grubb (Gerald Waddington)
- Jack Finsterer (Peter Kadikov / Smith)
- Penne Hackforth-Jones (Révérende Mère)
- Renai Caruso (Madame Waddington)
- Sam Clark (Paul Waddington)
- Isabella Clark (Lila Waddington)
- Carlis Zaid (Casimir)
- Vlady T (Yorka Rosen)
- Talia Zucker (Nina Aliyena)

### Épisode 5:Lecture fatale
- Australie : 23 mars 2012 sur ABC1
- France : 9 juin 2013 sur France 3

- Australie : 905 000 téléspectateurs[8](première diffusion)
- France : 2,49 millions de téléspectateurs[7](première diffusion)

- Tim Draxl (Simon Abrahams)
- Brian Lipson (Ben Abrahams)
- Adrian Mulraney (Chaim Abrahams)
- Adam Schmerl (Yosi Stein)
- Don Bridges (Archie Davies)
- Laura Wheelwright (Alice)

### Épisode 6:Le Fantôme du théâtre
- Australie : 30 mars 2012 sur ABC1
- France : 9 juin 2013 sur France 3

- Australie : 803 000 téléspectateurs[8] (première diffusion)
- France : 1,60 million de téléspectateurs[7] (première diffusion)

- Bille Brown (Bart Tarrant)
- Peter Cousens (Walter Copland)
- Christie Whelan (Leila Esperance)
- Philippe Day (Lin Chung)
- Alex Rathgeber (Gwilym Evans)
- Ross Thompson (Bradford / Maurice Shefield)
- James Pratt (Hansen)

### Épisode 7:Meurtre à Montparnasse
- Australie : 6 avril 2012 sur ABC1
- France : 16 juin 2013 sur France 3

- Australie : 856 000 téléspectateurs[8](première diffusion)
- France : 2,24 millions de téléspectateurs[7](première diffusion)

- Peter O'Brian (René Dubois)
- Vince Colosimo (Hector Chambers)
- Linda Cropper (Véronique Sarcelle)
- Nick Caraffa (Pierre Sarcelle)
- Ben Prendergast (Ronnie Cliff)
- Renaud Jadin (Anatole)
- Chris Davis (Thomas "Thommo" Birmingham)
- David Rock (Alfred "Alf" Johnson)

### Épisode 8:Partie avec les fées
- Australie : 13 avril 2012 sur ABC1
- France : 16 juin 2013 sur France 3

- Australie : 835 000 téléspectateurs[8](première diffusion)
- France : 2,19 millions de téléspectateurs[7](première diffusion)

- Philippe Day (Lin Chung)
- Deborah Kennedy (Georgina Charlesworth)
- Anna McGahan (Leticia Prout)
- Roz Hammond (Helen Opie)
- Jim Russell (Stefan Opie)
- Peter Stefanou (John Bell / Giovanni Campana)
- Haiha Le (Camellia Lu)
- Frank Magree (Robert Greene)
- Anton Berezin (Franco)
- Heather Bolton (Marchella Lavender)

### Épisode 9:La Reine des fleurs
- Australie : 20 avril 2012 sur ABC1
- France : 16 juin 2013 sur France 3

- Australie : 848 000 téléspectateurs[8](première diffusion)
- France : 1,66 million de téléspectateurs[10](première diffusion)

- Danielle Cormack (Anna Ross)
- Terry Norris (Franklin D. Weston)
- Andrew S. Gilbert (Lionel Phillips)
- Taylor Ferguson (Rose Weston)
- Eva Lazzaro (Marie Wild)
- Zoe Wilson (Kathrine "Kitty" Pace)
- Ben Schumann (Derek Phillips)
- Kevin Hopkins (James Murray)

### Épisode 10:Machinations
- Australie : 27 avril 2012 sur ABC1
- France : 23 juin 2013 sur France 3

- Australie : 829 000 téléspectateurs[8](première diffusion)
- France : 2,64 millions de téléspectateurs[11](première diffusion)

- Alyson Whyte (Joyce Gaskin)
- Caroline Brazier (Hetty)
- Andrew Blackman (Roderick Gaskin)
- Neil Pigot (Ted Coglan)
- Joanne Trentini (Lorna Fulton)
- Maria Coviello (Daisy Murphy)
- Lauren Bailey (Gladys)

### Épisode 11:Mort sous le chapiteau
- Australie : 4 mai 2012 sur ABC1
- France : 23 juin 2013 sur France 3

- Australie : 877 000 téléspectateurs[8](première diffusion)
- France : 2,55 millions de téléspectateurs[11](première diffusion)

- Aaron Jeffery (Samson)
- John Wood (Monsieur Jones)
- Gillian Jones (Elsie)
- Joel Tobeck (Sergent Grossmith)
- Victoria Thaine (Amelia Parkes)
- Maude Davey (Hilia Doreen)
- Greg Stone (Monsieur Sheridan)
- Moira Finucane (Miss Christopher)
- Brendan McCallum (Matthew)

### Épisode 12:Le Bal costumé
- Australie : 11 mai 2012 sur ABC1
- France : 30 juin 2013 sur France 3

- Australie : 857 000 téléspectateurs[8](première diffusion)

- Felix Williamson (Guy Stanley)
- Kate Jenkinson (Isabella)
- John Lloyd Fillingham (Arthur Stanley)
- Ken Radley (Herbert Brown)
- Andrea Swifte (Madame Truebody)
- Philli Anderson (Marigold Brown)

Tiré du roman de 2006 : Murder in the Dark.
- Du fait de la modification des programmes de la chaîne afin de retransmettre en direct la finale de l'EuroBasket féminin de 2013, cet épisode ainsi que le suivant ont été diffusés tardivement sur France 3.

### Épisode 13:La Quatrième Déesse
- Australie : 18 mai 2012 sur ABC1
- France : 30 juin 2013 sur France 3

- Australie : 903 000 téléspectateurs[8](première diffusion)

- Matt Day (Henry Rhodes)
- Nicole Nabout (Theresa Cavalli)
- Dennis Coard (Père O'Leary)
- Cassandra Magrath (Myrtle Hill)
- John Arnold (Docteur Johnson)
- Nick Backstrom (Albert Monkton)